# Louis Ashbourne Serkis
Louis Ashbourne Serkis (* 19. Juni 2004 in Haringey, London) ist ein britischer Schauspieler.

## Leben und Karriere
Louis Ashbourne Serkis wurde 2004 als Sohn von Andy Serkis und dessen Frau Lorraine Ashbourne in London geboren. Seine älteren Geschwister Ruby Ashbourne Serkis und Sonny Ashbourne Serkis sind ebenfalls schauspielerisch tätig.
2012 trat Ashbourne Serkis in Peter Jacksons Fantasyfilm Der Hobbit: Eine unerwartete Reise in einer Statistenrolle auf. 2016 war Ashbourne Serkis im Fantasyfilm Alice im Wunderland: Hinter den Spiegeln als Young Hatter zu sehen. Es folgten Rollen in den Fernsehserien Taboo und SS-GB. Unter der Regie seines Vaters übernahm er 2018 eine Sprechrolle in der Rudyard-Kipling-Verfilmung Mogli: Legende des Dschungels.
In Joe Cornishs Abenteuerfilm Wenn du König wärst hatte Ashbourne Serkis 2019 seine erste Hauptrolle.

## Filmografie (Auswahl)
- 2012: Der Hobbit: Eine unerwartete Reise (The Hobbit: An Unexpected Journey)
- 2014: Der junge Inspektor Morse (Endeavour, Fernsehserie, 1 Episode)
- 2016: Alice im Wunderland: Hinter den Spiegeln (Alice Through the Looking Glass)
- 2016–2019: Noddy, der kleine Detektiv (Noddy, Toyland Detective, Fernsehserie, 7 Episoden, Sprechrolle)
- 2017: Taboo (Fernsehserie, 6 Episoden)
- 2017: SS-GB (Fernsehserie, 3 Episoden)
- 2017: Edison – Ein Leben voller Licht (The Current War)
- 2018: Mogli: Legende des Dschungels (Mowgli: Legend of the Jungle, Sprechrolle)
- 2019: Wenn du König wärst (The Kid Who Would Be King)
- 2020: Das Damengambit (The Queen’s Gambit, Miniserie, 1 Episode)
- 2022: No Return (Miniserie, 4 Episoden)
- 2022: Allelujah
- 2023: Path to Ecstasy (Kurzfilm)